# Santa Clara (Entre Ríos)
Santa Clara é uma cidade argentina, na província de Entre Ríos.